# Újezd u Chocně
Újezd u Chocně é uma comuna checa localizada na região de Pardubice, distrito de Ústí nad Orlicí.